# Rüdiger Preisler
Rüdiger Preisler (geboren 1945 in Santiago de Chile) ist ein deutscher Bildhauer, Grafiker und Maler.

## Leben
Rüdiger Preisler kam 1954 mit seiner Familie nach West-Berlin. 1961 lernte er hier den Maler Curt Echtermeyer (1896–1971) kennen, der sein Mentor und enger Freund wurde. Ab 1970 besuchte Preisler die Staatliche Akademie für Grafik, Druck und Werbung in Berlin (heute UdK Berlin) bei Konrad Schüler. Seit 1974 arbeitet er freischaffend in Berlin. 1987 bis 1988 erhielt er ein Atelierstipendium im Künstlerhaus Bethanien Berlin, mit anschließender Ausstellung der Rauminstallation Zwischen Wänden. Seine Kunst ist konkret-konstruktiv, minimalistisch.

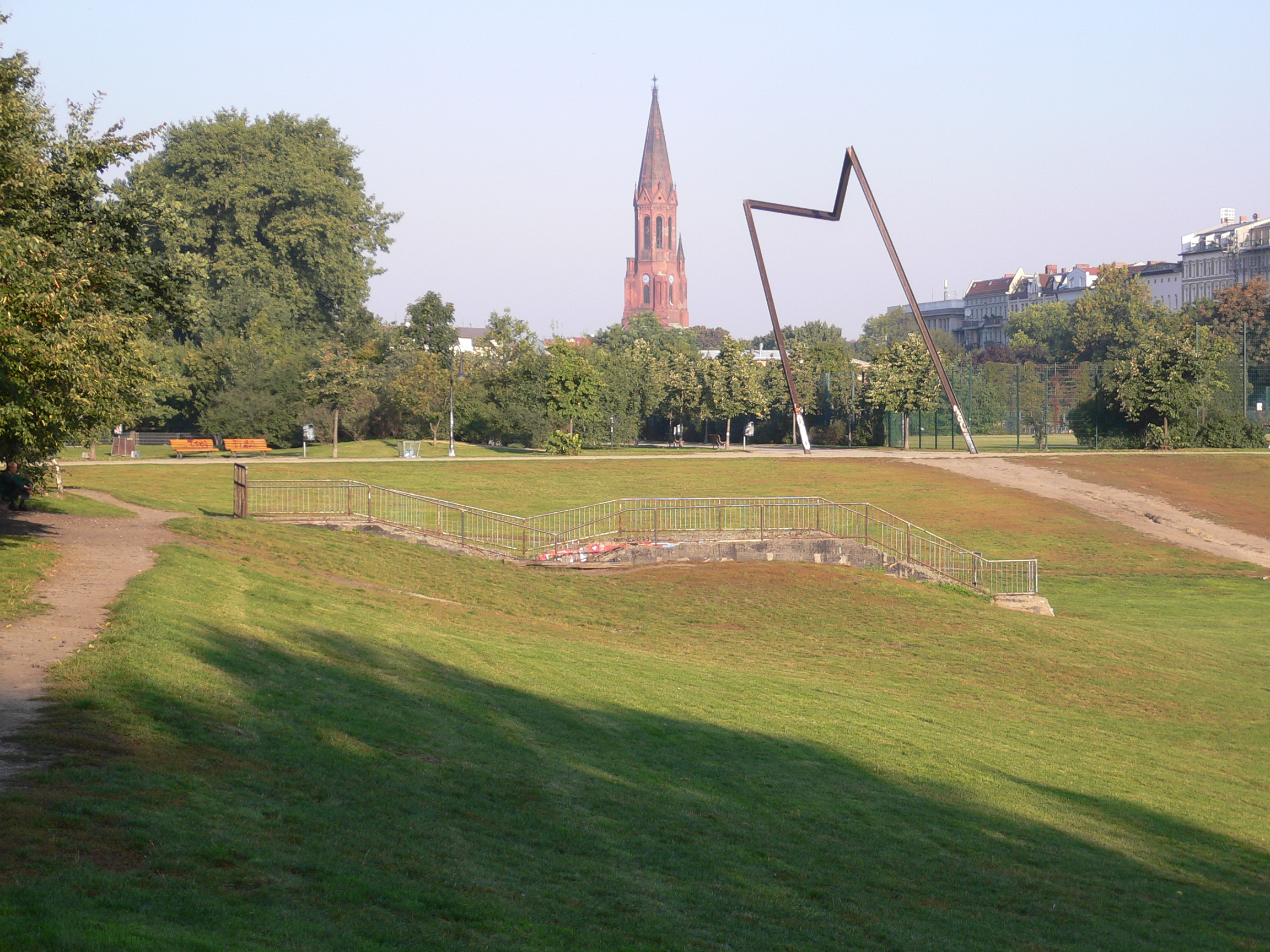
Schreitender Mensch, Görlitzer Park, Berlin-Kreuzberg

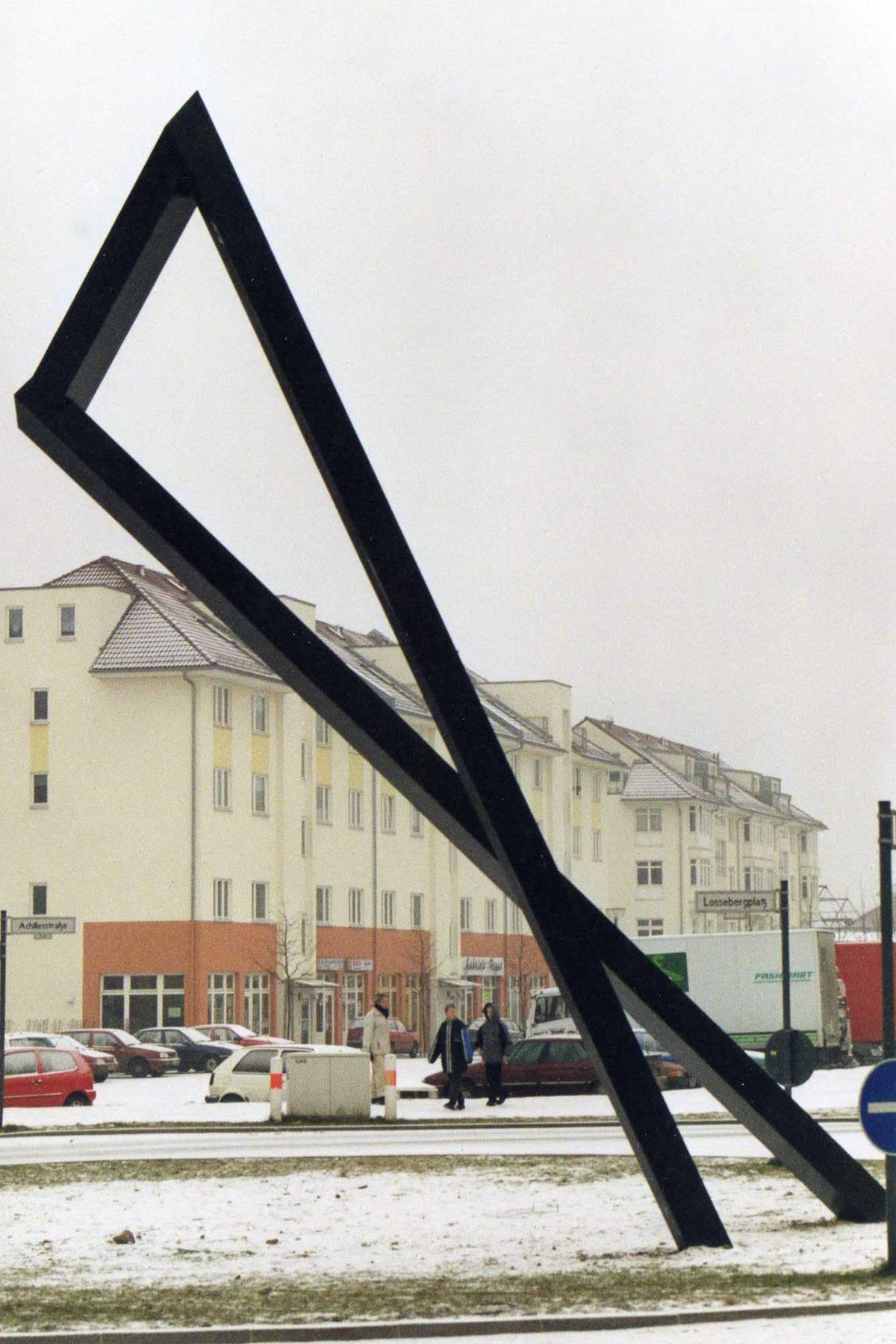
PAAR, Lossebergplatz Berlin-Weißensee

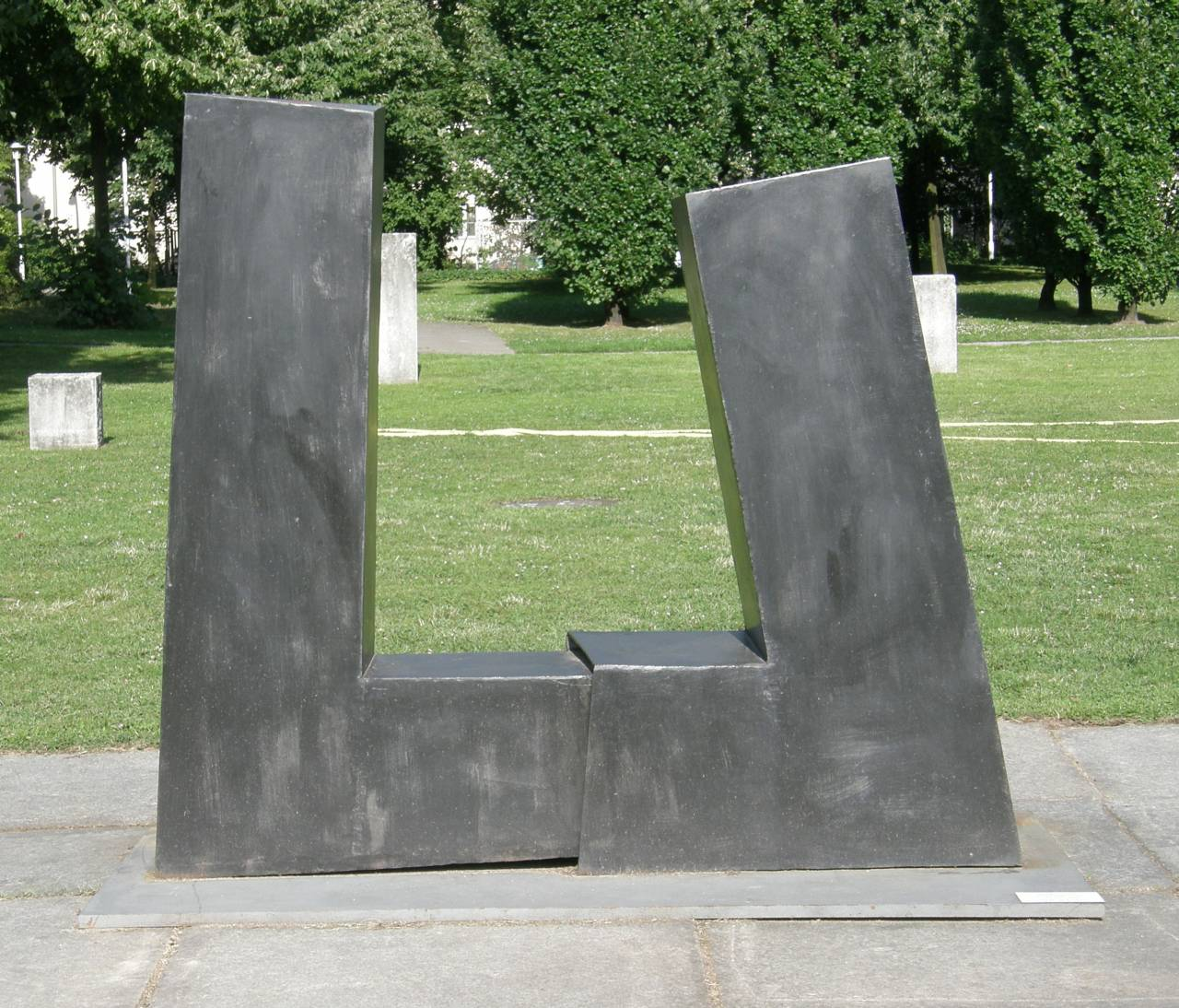
Paar 1998, Skulpturengarten AVK, Berlin-Schöneberg

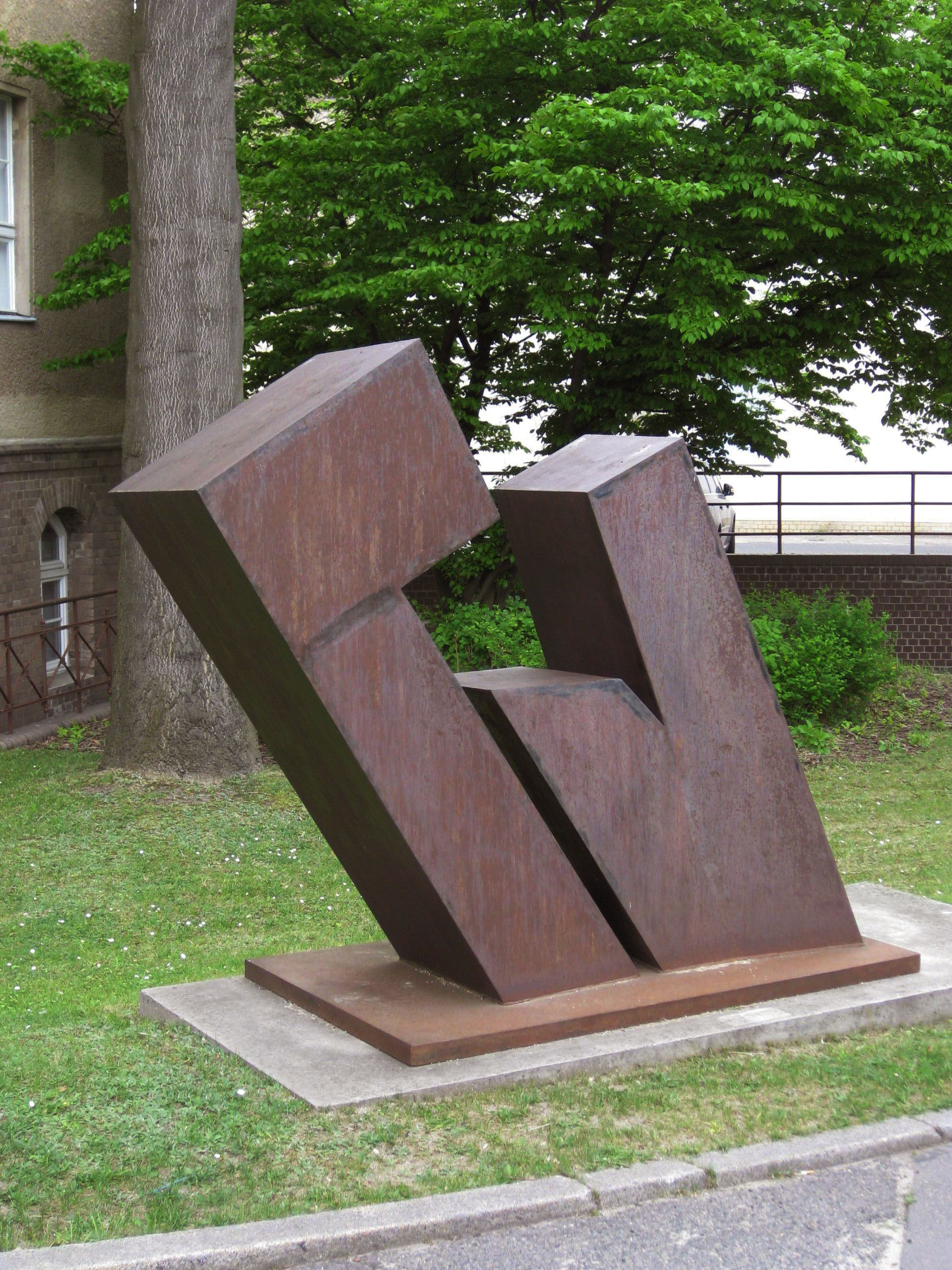
Paar – Gefühl und Verstand, 1997, Skulpturengarten AVK, Berlin-Schöneberg

## Werke (Auswahl)
- Seit 2007 die Werkgruppen der RAUM – LICHT – MASCHINEN (Holzskulpturen), und der Kompositionsbilder (Wandskulpturen, Acryl auf Holz)
- Seit 2014 die Werkgruppe RAUM zur FLÄCHE (Wandarbeiten, Acryl auf Karton)

Skulpturen im öffentlichen Raum
- Schreitender Mensch, Stahlskulptur (Höhe 14 Meter) im Görlitzer Park, Berlin-Kreuzberg 1992[1]
- Paar, Stahlskulptur (Höhe 8 Meter), auf dem Lossebergplatz, Berlin-Weißensee 1999[2]
- Paar, Stahlskulptur, Bürohaus in der Kronenstraße, Berlin 2001
- Paar I (1987), Paar (1996/1997), Paar 1998 im Skulpturengarten AVK, Berlin[3]
- Liegendes Paar, Stahlskulptur, Aufstellung 2014 in Ahrenshoop auf dem Bakelberg

## Arbeiten im öffentlichen Besitz
Werke von Rüdiger Preisler befinden sich unter anderem in diesen Sammlungen:
- Kupferstichkabinett Berlin
- Kunsthalle Mannheim
- Berlinische Galerie

## Ausstellungen (Auswahl)
Einzelausstellungen
- 2011: Raum-Licht-Maschinen, März Galerie Mannheim, im cube 4x4x4, Mannheim (Katalog)
- 2010: Raum-Licht-Maschinen, Galerie Kunstbüro Berlin, Berlin (Katalog)
- 2007: Raum im Raum, Installation, Erstpräsentation bei Folker Skulima, Berlin
- 2001: Galerie & Projekte Kampl und Partner, Berlin

Ausstellungsbeteiligungen
- 2016: Nominierungsausstellung zum 4. André Evard Preis, Messmer Foundation, Riegel a. K.
- 2015: 26 Positions, A Space, Berlin, Galerie Kunstbüro Berlin
- 2014: Weiß inspiriert, Galerie Linde Hollinger, Ladenburg
- 2012: Künstler der Galerie und Neuentdeckungen, Galerie Linde Hollinger, Ladenburg